# تنشو زي
تنشو زي (بالإنجليزية: Tenchu Z)‏ (باليابانية: 天誅 千乱) ، هي لعبة فيديو من نوع أكشن مغامرات وتسلل، أنتجت عام 2006 باليابان، وصدرت عام 2007 في أمريكا الشمالية وأستراليا وأوروبا.

## وصلات خارجية
- Official website (Microsoft)
- تنشو زي على موبي غيمز